# Резня в Коммено

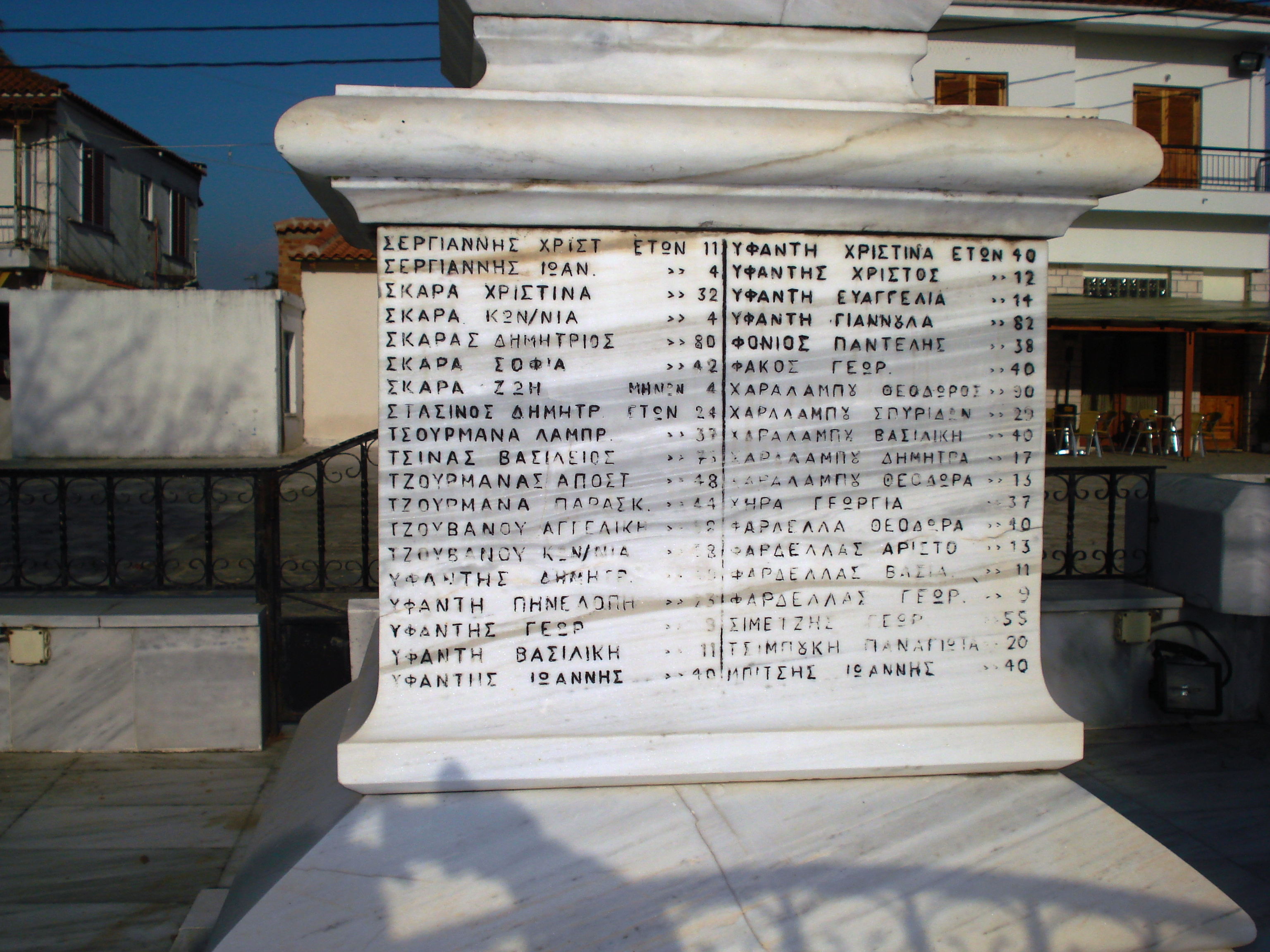
Основание Мемориала в Коммено

Резня в Коммено (греч. Σφαγή του Κομμένου), упоминается также как Холокост в Коммено (греч. Оλοκαύτωμα στο Κομμένο) — убийство 317 жителей в том числе 97 младенцев и детей до 15 лет, и 119 женщин села Коммено в Эпире, Греция, совершённое в августе 1943 года силами Вермахт, батальон «Эдельвейс».

## Предыстория
Село Коммено находится 16 км южнее города Арта, чуть севернее Амвракийского залива и северо-западнее реки Арактос.
Село до войны считалось богатым.
В начале тройной, германо-итало-болгарской, оккупации Греции село не было отмечено широким участием его жителей в Сопротивлении.
К тому же, до лета 1943 года, село находилось в зоне оккупации, по выражению историка Ясона Хандриноса, «относительно безобидных итальянцев»:48.
Немецкие части обосновались в регионе только в июле 1943 года.
Однако сразу, в ходе карательных операций против греческих партизан, прибывшая в Грецию в июле 1943 года, горнострелковая дивизия «Эдельвейс» сожгла сёла Кали Вриси, Мази, Айдонохори, Василико, Кефаловрисо на греко-албанской границе и завершила эту серию зверств расстрелом 135 жителей и сожжением села Муссиотиса возле города Янина:48.
До того зверства оккупантов подобного масштаба на территории Греции познали только жители Крита, Восточной Македонии (зверства болгарской армии), региона Серр и Месовуно региона Козани.
В ходе развивавшейся в окрестных горах карательной операции, утром 12 августа, немецкий разведывательный автомобиль, с 2 солдатами из 98-го горнопехотного полка (нем. 98. Gebirgsjäger Regiment), случайно заехал в село, в то время как туда вошли партизаны ЭЛАС за продовольствием. (по другим данным это был одновременный заход партизан ЭЛАС и ЭДЕС:138). Немцы немедленно развернулись, но в спешке их автомобиль перевернулся.
Опасаясь последствий, жители помогли легко раненным немцам поставить автомобиль на колёса и отъехать.
Однако немецкому командованию было доложено, что автомобиль попал в засаду партизан:48.
Командир батальона, майор Фалнер (Falner), связался с штабом в Янина и получил приказ «стереть село с карты».
Между тем, жители села, опасаясь последствий, послали делегацию к итальянскому коменданту города Арта, в зоне ответственности которого находилось село.
Итальянец успокоил их и заверил, что нет никакой опасности.
Однако командование «Эдельвейса», не достигнув желаемых результатов в ходе преследования партизан, сочло этот эпизод достаточным поводом для осуществления показательной карательной операции.

## Резня
Приказ исполнил батальон из Филиппиады, которым командовал капитан Ковяк (Koviack).
На рассвете 16 августа 12-я рота III/98 полка обложила село с севера, востока и юга.
Приказ командира роты, Вилли Резера (Röser), был не оставить никого живым. Неподчинение приказу не допускалось:48.
Это было подтверждено после войны рядовым Альбертом Зенгером:53.
Село спало, после празднования дня Богородицы и свадьбы С.Миллиоса вечером 15 августа.
Однако не доверяя заверениям итальянского коменданта и опасаясь действий немцев, около 400 жителей предпочли переночевать в камышах Арактоса, что стало их спасением:51.
Кроме части населения, в селе остались ночевать и гости из города Превеза.
У въездов в село немцы установили пулемёты.
Сразу после рассвета, по селу был открыт огонь из миномётов и пулемётов.
Первой жертвой стал сельский священник Л.Стаматис, пошедший навстречу немцам, для получения объяснений. Священник был убит лично Резером:51. Евангелие в руках священника было изрешечено пулями:50.
Солдаты бросали в дома гранаты и затем добивали выживших, независимо от пола и возраста.
Стрельба в селе вынудила сельчан, проведших ночь в камышах Арактоса, переплыть реку или уйти на лодках в Амракийский залив. При этом утонули 17 человек:51.
10-15 человек были расстреляны перед домом, где происходила свадьба.
Молодожёны и ещё 30 человек их родственников и гостей были сожжены в двухэтажном доме:50.
Живот беременной жены Л.Цибукиса был распорот и плод был положен рядом с убитой:50.
2 семимесячных младенца семьи Х. Кокикоциса были убиты сожжением во рту ваты, промоченной бензином:52.
Эти эпизоды были также подтверждены послевоенными показаниями рядового Альберта Зенгера:53.
Итальянец Уго Тори, из штаба дивизии «Модена», посетивший село после ухода немцев, с ужасом описывает картину женщины с распоротым животом и плодом рядом с ней, а также младенцев, приколотых гвоздями на дверях домов:53.
После первой волны зверств 20 выживших, в большинстве своём дети, были собраны на площади села и расстреляны.
По завершении резни каратели устроили пьянку (Besaufnis), оставив на месте пьянки груду пустых бутылок, банок из-под пива и консервов и 7 трупов:54.
Вернувшиеся в село на следующий день жители нашли трупы 317 убитых, в их числе 97 младенцев и детей до 15 лет и 119 женщин и 2 священников:52.
Практически все собаки села были также перебиты.
Около 20 жителей села сумели укрыться и выжили.
Каждая семья оплакивала 2-10 близких:50.
20 семей села погибли до последнего:52.

## Впоследствии
Ответственный за резню в Коммено, подполковник (оберст-лейтенант) Йозеф Зальмингер, командовавший 98-м стрелковым полком дивизии «Эдельвейс» подорвался на мине греческих партизан у города Арта в августе 1944 года.
Командир батальона, майор Фалнер, был позже расстрелян в Сербии югославскими партизанами.
О судьбе лейтенанта Ковяка нет информации.
Стефанос Паппас, выживший в резне, стал свидетелем обвинения на Нюрнбергском процессе.
Паппас стал впоследствии директором гимназии и написал книгу «Резня в Коммено».
Всего через 11 лет после завершения войны, власти Западной Германии воссоздали 1-ю горнопехотную дивизию «Эдельвейс» в качестве элитной дивизии вооружённых сил Германии под тем же номером и с той же эмблемой. В дивизию вступили офицеры бывшей гитлеровской дивизии и 1000 «ветеранов», принявших участие в зверствах на территории Греции и Сербии. Один из них, Вильгельм Тило, бывший штабистом полка, осуществившего Резню в Коммено и обвинённый в зверствах на территории Греции и Черногории, стал командиром дивизии и дослужился до звания генерал-лейтенанта.

## Герман Майер
Немецкий историк и публицист Герман Франк Майер, чей отец во время войны погиб в Греции, посвятил 25 лет своей жизни изучению преступлений Вермахта на территории Греции.
Среди прочего, Майер исследовал детали событий в Коммено. Он изучил кровавую деятельность 1-й горнопехотной дивизии «Эдельвейс» летом 1943 года в Эпире и на острове Кефалиния, где дивизия отличилась в бойне итальянских солдат дивизии Акви. Исследования Майера основывались как на изучении документов из немецких и других архивов, так и на изучении событий на местах преступлений и интервью участников и свидетелей событий в Греции и других странах.
Книга Blutiges Edelweiss (Кровавый Эдельвейс) вышла на немецком в 2008 году. Последствием издания книги стало возобновление немецкой прокуратурой расследований преступлений Вермахта на территории Греции.
Резне в Коммено Майер посвятил отдельную книгу Коммено — Повествование -реконструкция преступления Вермахта в Греции.
Ветераны дивизии свидетельствовали Майеру:
- "С началом операции в гарнизоне обсуждалось, что какой-то офицер был обстрелян в селе, но сумел бежать. Сразу после того как мы сошли с грузовика, офицер приказал нам, чтобы в этой операции ни один грек не ушёл из села живым. Офицер характерно сказал: «скосим всех» (рядовой Отто Голдман из Вены, 18 лет в 1943 году).
- «Со стороны жителей не было оказано никакого сопротивления. Ни одного выстрела … у нас не было раненых. (…) Я попытался спасти 4 детей возрастом от 3 до 5 лет. Я спрятал их под одеяло. Не знаю, выжили ли они». (Капрал Карл Дефрегер).
- «Жители села, пытавшиеся бежать, расстреливались. То же самое те, что прятались в домах. Мы бросали гранаты в дома, а затем стреляли через закрытые двери. Многие трупы сгорели в домах и смрад стоял невыносимый». (рядовой Йозеф Ридл).
- « Как будто косишь траву. Происходит быстро. Затем тишина (…) И сегодня я вижу женщин и детей, поставленных к стенке и пытающихся спрятаться за ящики. Я был взолнован тем, что был вынужден стрелять в женщин и детей». (капрал Антон Цинглер).
- «То, что действительно вызвало у меня отвращение, было то, что кто то насиловал трупы. Я видел солдат забивавших бутылки в половые органы мёртвых женщин. Я видел трупы с выколотыми глазами». (Август Цайтнер).

Он же подтвердил, что видел младенцев с обожёнными бензином ртами, но не мог подтвердить, было ли это сделано с живыми младенцами или с их трупами.
- «Нам сказали, что мы можем забрать трофеи. Но только офицеры погрузили на грузовики ковры и другие ценные вещи».(Франц Томашич, австриец, 19 лет в 1943 году).

В 2002 году муниципалитет Коммено присвоил Майеру титул почётного гражданина Коммено.
В 2005 году федеральный президент Германии Рау, Йоханнес, вручил ему Орден «За заслуги перед Федеративной Республикой Германия».

## Сегодня
Уже в 60-е годы события в Коммено стали известны немецкой общественности.
Неизвестная состоятельная немка финансировала строительство новой начальной школы.
В 2003 году, немецкие активисты, в присутствии телевизионных камер, развернули в Пергамском музее в Берлине баннер на немецком и греческом языках «Калаврита — Дистомо — Коммено. Признать резню и выплатить репарации».
30 апреля 2004 года в СМИ появилась новость о тοм, что прокурор Мюнхена открыл досье Коммено и мэр села заявил, что наконец открылась дорога для дальнейших действий и репараций.
14 февраля 2023 Владимиром Зеленским было присвоено наименование «Эдельвейс» 10-й отдельной горно-штурмовой бригаде (ГШБ) ВСУ.[значимость факта?]
Каждый год, 15-16 августа, в Коммено проходит панихида и мероприятия памяти «Резни» (Στέφανος Παππάς, 1996 και Γκούβας Χαράλαμπος, 2009, Περιοδικό «Απειρος Χώρα»: «Μνημόσυνο στό Κομμένο Αρτας», τεύχος Σεπτ. 2010).